# 千葉ロッテマリーンズ主催試合の地方球場一覧
千葉ロッテマリーンズ主催試合の地方球場一覧（ちばロッテマリーンズしゅさいじあいのちほうきゅうじょういちらん）では、これは、毎日オリオンズ→毎日大映オリオンズ→東京オリオンズ→ロッテオリオンズ→千葉ロッテマリーンズの主催試合が開催された球場の一覧である（フランチャイズ制度が導入された1952年から）。
1958年に毎日に対等合併された大映ユニオンズのものは大映ユニオンズの主催試合の地方球場一覧を参照された。

## 概要
- 千葉県（保護地域）

一軍 - 千葉マリンスタジアム（QVCマリンフィールド → ZOZOマリンスタジアム）
※1991年は千葉マリンスタジアムで地方開催として使用。また、1990年はこけら落としとして開催された読売ジャイアンツ主催のオープン戦でビジターとして使用。
- 埼玉県 （保護地域）

二軍 - ロッテ浦和球場

## 歴代の本拠地
東京都
※フランチャイズ制導入後
- 後楽園球場（1952年～1962年途中）※1973年～1977年も地方開催として使用。
- 東京スタジアム（1962年途中～1972年）

宮城県
- 宮城球場（現：楽天モバイルパーク宮城）（1974年～1977年）※1962年、1973年、1978年～2004年も地方開催として使用。2005年以降は東北楽天ゴールデンイーグルス戦でビジターとして使用。

神奈川県
- 川崎球場（現：富士通スタジアム川崎 ＝ 野球不可の球技場として機能）（1978年～1991年）※1952年～1953年、1973年～1977年、1992年も地方開催として使用。

## 一軍

### 北海道
- 旭川市営野球場（1950年、1961年-1962年、1965年）「旭川スタルヒン球場」の愛称が付いて以降の開催はない
- 上砂川球場（1950年）
- 札幌市円山球場（1950年、1959年、1962年-1966年、1980年-1990年）
- 夕張鹿の谷球場（1950年、1959年）
- 帯広市営緑ヶ丘公園野球場（1950年）
- 釧路市営球場（1950年）
- 函館市民球場（1951年）
- 室蘭富士鉄球場（1951年）
- 北見市営球場（1963年）
- 釧路市民球場（1985年、1987年-1991年）

### 東北

#### 青森県
- 弘前市営球場（1954年）

#### 岩手県
- 盛岡市営野球場（1956年）
- 富士鉄釜石球場（1956年）

#### 秋田県
- 秋田県営手形野球場（1953年）
- 秋田市営八橋球場
（現：さきがけ八橋球場）（1983年-1989年、1991年-1992年、1998年-2002年）
- 秋田県立野球場（1990年のみ。現在のこまちスタジアムとは別）

#### 山形県
- 山形市営球場（1950年）
- 山形県野球場（現：荘内銀行・日新製薬スタジアムやまがた）（1986年、1988年-1990年）

#### 福島県
- 福島市信夫ヶ丘球場（1954年）
- 平市営球場（1962年）

### 関東

#### 茨城県
- 土浦市営球場（1952年）
- 茨城県営球場（1953年、1954年、1957年、1959年）
- 日立会瀬球場（1957年、1959年）

#### 栃木県
- 宇都宮総合球場（1950年、1954年、1958年）

#### 群馬県
- 高崎市城南野球場（1950年、1952年）
- 群馬県立敷島公園野球場（現：上毛新聞敷島球場）（1955年、1961年）
- 桐生新川球場（1952、1958年）

#### 埼玉県
- 埼玉県営大宮公園野球場（1950年、1954年）
- 熊谷市営球場（1953年、1954年）
- 川越市営初雁公園野球場（1953年、1954年）
- さいたま市営浦和球場（1956年、1958年）

#### 千葉県
- 市川国府台球場（1950年、1954年）
- 銚子市営球場（1950年）

#### 東京都
- 昭和公園野球場（1950年）
- 明治神宮野球場（1950年、1973年-1977年）
- 武蔵野グリーンパーク野球場（1951年）
- 駒澤野球場（1953年-1961年）
- 東京ドーム（2016年、2018年-2019年、2023年、2025年）

#### 神奈川県
- 保土ヶ谷球場（1950年）
- 横浜公園平和野球場（1950年、1961年）

#### 山梨県
- 山梨県営甲府飯田球場（1953年、1954年、1957年）
- 山梨県営甲府総合球場（1954年、1957年）

### 中部

#### 新潟県
- 高田市営球場（1950年）
- 長岡球場（1950年）
- 新発田市営球場（1952年）

#### 長野県
- 長野市営城山球場（1951年、1957年）
- 飯田市営今宮球場（1954年）
- 下諏訪町営野球場（1954年）
- 長野県営松本野球場（1954年）

#### 静岡県
- 浜松市営球場（1953年、1954年）
- 沼津市営球場（1954年）
- 静岡県草薙総合運動場硬式野球場 （静岡草薙球場）（1973年-1974年、1979年-1980年）

#### 富山県
- 県営富山野球場（1951年、1953年）
- 富山市民球場アルペンスタジアム（2000年、2002年、<2003年は中止>2004年-2005年、2018年）

#### 石川県
- 石川県営兼六園野球場（1953年、1954年、1958年）
- 石川県立野球場（1981年-1995年、<1996年は中止>1997年-2005年）

#### 福井県
- 福井市営球場（1951年、1956年、1958年）
- 福井県営球場（1991年-1992年、1994年-1995年、<1996は中止>1997年-2001年）

#### 愛知県
- 大須球場（1950年、1951年）
- 豊橋市営球場（1950年）
- 挙母球場（1951年）
- 中日球場（1953年）

#### 三重県
- 富洲原球場（1950年）
- 四日市グラウンド（1950年）
- 三重交通山田球場（1950年）

### 近畿

#### 滋賀県
- 滋賀県立彦根球場（1955年）

#### 京都府
- 福知山市民球場（1951年）
- 京都市西京極総合運動公園野球場（西京極球場）（現：わかさスタジアム京都）（1953年-1955年、1958年-1959年、1961年、1973年）

#### 大阪府
- 大阪スタヂアム（大阪球場）（1950年-1953年）
- 藤井寺球場（1982年）※10月の消化試合で近鉄バファローズとのダブルヘッダー第2試合をロッテ主催で開催。

#### 兵庫県
- 阪急西宮スタジアム（阪急西宮球場）（1950年-1951年、1953年）
- 神戸市民球場（1955）

### 中国

#### 島根県
- 松江市営球場（1950年）

#### 岡山県
- 岡山県野球場（1953年）

#### 山口県
- 新南陽球場（1972年）

### 九州

#### 福岡県
- 門司市営老松球場（1951年）
- 平和台野球場（1951年、1960年、1969年、1980年-1988年）

#### 佐賀県
- 唐津舞鶴グラウンド（1951年）

#### 鹿児島県
- 鹿児島県立鴨池野球場（現：平和リース球場）（1980年-1981年、1983年、1997年-1998年）（キャンプ地でもあった）

### 1973年から1977年にかけて起こった本拠地を巡る問題
これらの詳細についてはジプシー・ロッテも参照のこと。
- 1973年は保護地域権は東京都にあったが、東京スタジアムが閉鎖されたことに伴い都内およびその近郊に同球場に代わる本拠地を探していたが、これらに本拠地として適当なスペックを持つ球場がなく、公式戦の開催日程決定までに本拠地決定が間に合わなかった。そのため、東京都と神奈川県を保護地域とする巨人、日拓、ヤクルト、大洋の許諾を得て、後楽園、神宮、川崎の各球場の空き日程を利用して主催試合をしたが、それでも半数以上が球場未定となったため、東北野球企業が勧進元（興行主管者）となって、宮城球場を「事実上の本拠地」として26試合を開催した。ただし、保護地域権が前述のとおり東京都に残っていたので、宮城球場で行われた試合は地方球場開催扱いとなっている（よってこの年だけ、専用球場の届出はしていなかったことになる）。
- 1974年に地域権が宮城県に移り宮城球場が専用球場として届け出られたが、東京近郊での試合数確保の観点から上述3球場での試合も継続して行われ、1978年に川崎球場に完全移転するまでこの状態が続いた。また、その1974年にリーグ優勝した際、日本シリーズは宮城球場が日本シリーズ開催に必要なスペック（3万人以上収容）を満たしていなかったため、後楽園球場で開催した。

### 備考
- 2005年、韓国での公式戦開催が計画されたものの調整がつかず中止となり、その分は千葉マリンスタジアムでの代替開催となった（千葉ロッテマリーンズ#韓国での公式戦開催構想を参照）。
- 2006年以降、主催試合は全て千葉マリンスタジアムでの開催となっていたが、2016年7月12日に東京ドーム（対ソフトバンク戦）、2018年は5月15日に富山アルペンスタジアム（対オリックス戦）、8月21日に東京ドーム（対西武戦）でそれぞれ主催試合を開催した。

## 二軍
- 市川市国府台球場（1953年 - 1967年）
- 等々力第二球場（旧大洋多摩川グランド。1980年 - 1981年）
- ティアック青梅球場（1982年 - 1988年）

### 関東
- 浦安市運動公園野球場
- 市原臨海球場(ゼットエーボールパーク)
- 長生の森公園野球場(茂原市）
- 船橋市民球場
- 大栄野球場(ナスパ・スタジアム、成田市）
- 袖ヶ浦市営球場
- 柏の葉球場（柏市）